# Rheintalische Trilogie
Die rheintalische Trilogie besteht aus den Romanen Schlafes Bruder (1992), Die Luftgängerin (1998) und Die Unberührten (2000) von Robert Schneider.

## Entstehung und erste Rezeption
In den Pressemeldungen zu Schlafes Bruder ist nichts von Plänen zu einer Trilogie zu lesen. Auch in den Artikeln, die über die Entstehung von Die Luftgängerin berichten, scheinen erst spät Pläne zu einer Trilogie auf.
Die Reaktionen der Presse auf Schlafes Bruder waren geteilt, was den kommerziellen Erfolg des Buches durchaus förderte. Die Luftgängerin konnte im Verkaufserfolg nicht an Schlafes Bruder anschließen und wurde in den zahlreichen Rezensionen durchwegs abgelehnt. Die Unberührten wurde daraufhin von deutlich weniger Zeitungen rezensiert, unter denen wenige überzeugt positive Stimmen waren.
Während zu Schlafes Bruder in größerer Zahl Erläuterungsbände und literaturwissenschaftliche Analysen erschienen, wurden die beiden anderen Bände weitestgehend ignoriert. Nur sehr wenige Arbeiten betrachten alle Bände der Trilogie im Zusammenhang.

## Verbindende Elemente
Während die in Romantrilogien üblichen Verbindungen (Personal etc.) weitgehend fehlen und auch der gemeinsame Schauplatz Rheintal vor allem in Die Unberührten verlassen wird, kann man doch einige Elemente feststellen, die die Romane verbinden.
Die Germanistin und Theaterwissenschaftlerin Johanna Hötzmanseder stellt dabei thematische (Liebe, Familie, Musik, Religion und Aberglaube) und motivische (Sonderling, Naivität, übel wollender Freund, Arkadien, Leben im Rheintal) Verbindungen her; der Musikwissenschaftler Johannes Gerhard Hauer sieht darüber hinaus auch in der Behandlung der Musik Parallelen zwischen den drei Werken bzw. Abgrenzungspunkte zu den anderen Romanen Schneiders.

### Erstausgaben der Romane
- Robert Schneider: Schlafes Bruder. Reclam, Leipzig 1992, ISBN 3-379-00743-9.
- Robert Schneider: Die Luftgängerin. Blessing, München 1998, ISBN 3-89667-055-7.
- Robert Schneider: Die Unberührten. Knauss, München 2000, ISBN 3-8135-0161-2.

### Sekundärliteratur
- Johanna Hötzmanseder: Trilogische Verbindungen in Robert Schneiders "Rheintalischer Trilogie". Universität Wien, Wien 2005.
- Johannes Gerhard Hauer: Musik in der "rheintalischen Trilogie" von Robert Schneider. Universität Wien, Wien 2007.
- Heidi Sottnik: Zur Rezeption von Robert Schneiders ersten beiden Romanen "Schlafes Bruder" und "Die Luftgängerin" im Feuilleton. Universität Wien, Wien 2000.